# Maria Plass
Gerd Signe Maria Plass, född 5 oktober 1953 i Resteröds församling i Göteborgs och Bohus län, är en svensk politiker (moderat)  och civilingenjör. Hon var ordinarie riksdagsledamot 2006–2018, invald för Västra Götalands läns västra valkrets.
I riksdagen var hon ledamot i näringsutskottet 2006–2010, arbetsmarknadsutskottet 2010–2014, skatteutskottet 2014–2015, EU-nämnden 2014–2018, finansutskottet 2015–2018 och krigsdelegationen 2010–2018. Hon var även suppleant i EU-nämnden, försvarsutskottet och näringsutskottet samt ledamot i Riksrevisionens styrelse 2010. Utöver dessa uppdrag var hon revisor i Systembolaget AB 2013–2019 och är suppleant i Riksbanksfullmäktige sedan 2019.